# Gangwon FC
Gangwon FC (Hàn Quốc:강원 FC, Hanja: 江原 FC) là một câu lạc bộ bóng đá của Hàn Quốc. Có trụ sở tại tỉnh Gangwon, Gangwon FC được thành lập vào năm 2008 và chính thức tham dự K League vào năm 2009. Nhà tài trợ chính của câu lạc bộ là Kangwon Land, một công ty nhà nước sở hữu những sòng bạc và khu nghỉ dưỡng có trụ sở tại tỉnh Gangwon.

## Lịch sử

### Hình thành
Thống đốc của tỉnh Gangwon Kim Jin-Sun công bố một lịch trình cho nền tảng phát triển bóng đá chuyên nghiệp của câu lạc bộ vào ngày 28 tháng 4 năm 2008.  Theo đó, một Ủy ban phát triển bóng đá đã được lập ra vào ngày 18 tháng 6 năm 2008 giúp xây dựng và hiện thực những điều đó.  Ngày 17 tháng 11 năm 2008, 14 cầu thủ của Gangwon FC ra mắt. Ngày 20 tháng 11 năm 2008, Gangwon FC đã xây dựng đội hình chính thức đầu tiên của mình, với tổng cộng 23 cầu thủ, trong đó có 9 cầu thủ từ K-League. 

### Mùa giải 2009
Gangwon chơi trận K-League đầu tiên của mình khi thi đấu với Jeju United vào ngày 8 tháng 3 năm 2009, tại Sân vận động Gangneung. Tại trấn đấu đầu tiên, câu lạc bộ đã giành chiến thắng 1-0 với bàn thắng quyết định của Yoon Jun-Ha. Với trận thắng này, họ trở thành đội đầu tiên giành chiến thắng trận mở màn tại K-League với tư cách là đội mới tham dự. Gangwon FC tiếp tục thi đấu ấn tượng khi họ giành liên tiếp bốn chiến thắng nữa, tạo ra một hiện tượng tại mùa giải K League 2009. Tuy nhiên, thật đáng tiếc khi Gangwon đã không thể duy trì sự thành công ban đầu đó, và sau vòng 19 thì đội bóng đã rơi xuống nửa dưới của bảng xếp hạng. Kết thúc mùa giải đầu tiên, Gangwon FC chỉ giành vị trí thứ 13 trên tổng số 15 đội tham dự K-League 2009. Kim Young-Hoo là cầu thủ ghi bàn nhiều nhất cho các câu lạc bộ với 13 bàn thắng (vị trí thứ 3 tại giải). Gangwon FC đã được trao giải thưởng "đội bóng Fair Play" cho mùa giải 2009.
Còn tại FA Cup Hàn Quốc 2009, Gangwon chỉ lọt được vào đến vòng 32 đội, sau khi họ đánh bại Incheon Koreail FC trong loạt đá luân lưu sau hai lượt trận hòa. Sau đó, họ phải đối mặt với Chunnam Dragons và đã chịu thất bại với tỉ số 0-1. Tại League Cup 2009, kết quả thi đấu của đội bóng cũng không khả quan hơn khi họ nằm bét bảng với chỉ một chiến thắng duy nhất (trận thắng trước Daejeon).

### Thời kỳ khó khăn và Giai đoạn xuống hạng
Gangwon FC đã có một mùa giải khó khăn trong năm 2010, mặc dù tiền đạo mũi nhọn Kim Young-Hoo ghi được 13 bàn thắng tại K League nhưng câu lạc bộ chỉ kết thúc mùa giải tại vị trí 12 trong số 15 câu lạc bộ. Mùa giải 2011 là mùa tồi tệ nhất nhất kể từ khi thành lập. Gangwon đứng chót bảng và toàn bộ đội chỉ ghi được 14 bàn thắng trong tổng số 30 trận tại giải.
Trong mùa giải 2012, K-League áp đặt một điều lệ trụ hạng mới. Theo đó, theo đó, hai đội đứng cuối bảng sẽ phải thi đấu tại giải hạng hai. Ở vòng 43, Gangwon có được bàn thắng bàn thắng duy nhất của  Baek Jong-Hwan giúp đội bóng giành chiến thắng với tỉ số tối thiểu trước Seongnam Ilhwa Chunma và tránh khỏi vị trí xuống hạng.
Trong mùa giải năm 2013 là mùa giải K League đổi thành K League Classic, và giải hạng 2 được biết đến với tên gọi K League Challenge. Đây cũng là mùa giải đầu tiên K-League áp đặt điều lệ trụ hạng mới. Theo đó hai đội đứng cuối bảng sẽ phải chơi ở giải hạng 2, còn đội đứng thứ 3 từ dưới lên sẽ phải đá trận play-offs với đội vô địch của K League Challenge để giành suất lên chơi ở giải K League Classic. Mùa giải 2013, Gangwon kết thúc ở vị trí thứ ba từ dưới lên, và họ phải chơi trận play-offs với Sangju Sangmu Phoenix. Sau trận thua, Gangwon đã bị xuống hạng và phải chơi ở K-League Challenge 2014.
Mùa giải 2016-2017
Gangwon đạt thỏa thuận chiêu mộ Xuân Trường từ  Incheon United FC với thời hạn 1 năm
Mùa giải này sau chuỗi trận thua đáng xấu hổ HLV Choi Yun-kyum đã từ chức và thay vào đó CLB đã bổ nhiệm Park Hyo-jin vào vị trí này

## Danh sách cầu thủ

### Đội hình hiện tại
Tính đến ngày 10 tháng 2 năm 2021
Ghi chú: Quốc kỳ chỉ đội tuyển quốc gia được xác định rõ trong điều lệ tư cách FIFA. Các cầu thủ có thể giữ hơn một quốc tịch ngoài FIFA.
| Số | VT | Quốc gia   | Cầu thủ           |
| -- | -- | ---------- | ----------------- |
| 1  | TM | Hàn Quốc   | Lee Gwang-yeon    |
| 2  | HV | Hàn Quốc   | Kim Young-bin     |
| 3  | HV | Hàn Quốc   | Shin Se-gye       |
| 4  | TV | Hàn Quốc   | Seo Min-woo       |
| 6  | TV | Hàn Quốc   | Kim Dong-hyun     |
| 7  | HV | Hàn Quốc   | Yun Suk-young     |
| 8  | TV | Hàn Quốc   | Han Kook-young    |
| 9  | TĐ | Serbia     | Vladimir Silađi   |
| 10 | TĐ | Hàn Quốc   | Ko Moo-yeol       |
| 11 | TV | Hàn Quốc   | Cho Jae-wan       |
| 13 | TĐ | Hàn Quốc   | Jeong Min-woo     |
| 14 | TV | Hàn Quốc   | Shin Chang-moo    |
| 15 | TĐ | Hàn Quốc   | Jung Ji-yong      |
| 16 | TV | Hàn Quốc   | Ji Ui-su          |
| 17 | TĐ | Hàn Quốc   | Kim Dae-won       |
| 18 | TĐ | Nhật Bản   | Masatoshi Ishida  |
| 20 | HV | Hàn Quốc   | Cho Yoon-seong    |
| 21 | TM | Hàn Quốc   | Kim Jung-ho       |
| 22 | HV | Uzbekistan | Rustam Ashurmatov |
| 23 | HV | Hàn Quốc   | Rim Chang-woo     |

| Số | VT | Quốc gia | Cầu thủ         |
| -- | -- | -------- | --------------- |
| 24 | TV | Hàn Quốc | Kim Dae-won     |
| 25 | TM | Hàn Quốc | Lee Bum-soo     |
| 26 | HV | Hàn Quốc | Lim Chae-min    |
| 27 | HV | Hàn Quốc | Shin Jae-wook   |
| 28 | HV | Hàn Quốc | Kim Soo-beom    |
| 29 | TV | Hàn Quốc | Jung Seok-hwa   |
| 30 | TĐ | Hàn Quốc | Ahn Kyeong-chan |
| 32 | HV | Hàn Quốc | Lee Byeong-wook |
| 33 | HV | Hàn Quốc | Heo Kang-joon   |
| 34 | HV | Hàn Quốc | Song Joon-suk   |
| 35 | HV | Hàn Quốc | Kim Ki-hwan     |
| 42 | TV | Hàn Quốc | Hong Won-jin    |
| 45 | TV | Hàn Quốc | Lee Kang-han    |
| 47 | TV | Hàn Quốc | Yang Hyun-joon  |
| 66 | TV | Hàn Quốc | Kim Dae-woo     |
| 75 | TM | Hàn Quốc | Kwon Jae-beom   |
| 77 | TĐ | Hàn Quốc | Park Kyung-bae  |
| 88 | TV | Hàn Quốc | Hwang Mun-ki    |
| 97 | HV | Hàn Quốc | Song Seung-joon |
| 99 | TĐ | Hàn Quốc | Park Sang-hyeok |

### Cho mượn
Lưu ý: Flags cho đội tuyển quốc gia được xác định theo quy định đủ điều kiện FIFA. Người chơi có thể nắm giữ hơn một không có quốc tịch FIFA.

Ghi chú: Quốc kỳ chỉ đội tuyển quốc gia được xác định rõ trong điều lệ tư cách FIFA. Các cầu thủ có thể giữ hơn một quốc tịch ngoài FIFA.
| Số | VT | Quốc gia | Cầu thủ                                                |
| -- | -- | -------- | ------------------------------------------------------ |
| 15 | TĐ | Hàn Quốc | Shin Young-jun (to Sangju Sangmu for military service) |

| Số | VT | Quốc gia | Cầu thủ                                             |
| -- | -- | -------- | --------------------------------------------------- |
| —  | HV | Hàn Quốc | Kim Oh-gyu (to Sangju Sangmu for military service)  |
| —  | TĐ | Hàn Quốc | Choi Jin-ho (to Sangju Sangmu for military service) |

### Đội trưởng
| Mùa     | Đội trưởng      |
| ------- | --------------- |
| 2009    | Lee Eul-yong    |
| 2010-11 | Chung Kyung-ho  |
| 2011    | Seo Dong-hyeon  |
| 2011    | Lee Eul-yong    |
| 2012    | Kim Eun-jung    |
| 2013    | Jeon Jae-ho     |
| 2014    | Kim Oh-gyu      |
| 2015    | Hwang Kyo-chung |
| 2016-   | Baek Jong-hwan  |

## Youth Club
Ngày 13 tháng 9 năm 2010, Gangwon FC U-12 đội đã được tạo ra ở Gangneung.
Ngày 02 Tháng 11 năm 2011, Gangwon FC đã thực hiện một thỏa thuận với Gangneung High School Jeil (dưới 18 đội) và Trường trung học Jumunjin (dưới 15 đội).

## Huấn luyện và y tế Nhân viên
huấn luyện viên
- Manager: Choi Yun-kyum
- Trợ lý giám đốc: Park Hyo-jin
- HLV thủ môn: Jung Kil-yong
- 1 đội ngũ huấn luyện viên: Ahn Seung-in

Văn phòng điều hành
- Chủ tịch tỉnh Gangwon đốc
- chủ tịch
  - Kim Won-dong  (11 tháng 11 năm 2008 - 22 tháng 7 năm 2011)
  - Nam Jong-hyun  (ngày 22 tháng 8 năm 2011 - 19 tháng 9 năm 2012)
  - Kim Deok-rae (người chăm sóc)  (14 Tháng Mười Hai 2012 - 28 Tháng 5 2013)
  - Lim Eun-ju  (29 tháng 5 năm 2013 - nay)

## Huấn luyện viên
| # | Tên              | Từ         | Đến        | Mùa           | Ghi chú                     |
| - | ---------------- | ---------- | ---------- | ------------- | --------------------------- |
| 1 | Choi Soon-ho     | 2008/11/16 | 2011/04/06 | 2009-2011     | quản lý đầu tiên            |
| 2 | Kim Sang-ho      | 2011/04/07 | 2012/07/01 | 2011-2012     |                             |
| 3 | Kim Hak-bum      | 2012/07/09 | 2013/08/11 | 2012-2013     |                             |
| 4 | Kim Yong-kab     | 2013/08/14 | 2013/12/10 | 2013          |                             |
| 5 | Arthur Bernardes | 2013/12/23 | 2014/09/18 | 2014          | quản lý nước ngoài đầu tiên |
| C | Park Hyo-jin     | 2014/09/18 | 2014/12/24 | 2014          | chăm sóc quản lý đầu tiên   |
| 6 | Choi Yun-kyum    | 2014/12/25 |            | 2015-hiện tại |                             |

## Cổ động viên
Ngay cả với một lịch sử ngắn, Gangwon FC có một lượng fan mạnh mẽ có biệt danh là Narcia.

## Thống kê
| Mùa  | phân công | Đội | liên đoàn | liên đoàn | liên đoàn | liên đoàn | liên đoàn | liên đoàn | liên đoàn | liên đoàn | liên đoàn  | KFA Cup | League Cup | ChampionsGiải đấu | Vua phá lưới         | Giám đốc                                                         |
| Mùa  | phân công | Đội | P         | W         | D         | L         | GF        | GA        | GD        | Đ         | Chức vụ    | KFA Cup | League Cup | ChampionsGiải đấu | Vua phá lưới         | Giám đốc                                                         |
| ---- | --------- | --- | --------- | --------- | --------- | --------- | --------- | --------- | --------- | --------- | ---------- | ------- | ---------- | ----------------- | -------------------- | ---------------------------------------------------------------- |
| 2009 | 1         | 15  | 28        | 7         | 7         | 14        | 42        | 57        | -15       | 28        | 13         | Vòng 16 | Vòng nhóm  | -                 | Kim Young-Hoo (13)   | Choi Soon-Ho                                                     |
| 2010 | 1         | 15  | 28        | số 8      | 6         | 14        | 36        | 50        | -14       | 30        | 12         | Vòng 32 | Vòng nhóm  | -                 | Kim Young-Hoo (14)   | Choi Soon-Ho                                                     |
| 2011 | 1         | 16  | 30        | 3         | 6         | 21        | 14        | 45        | -31       | 15        | 16         | Tứ kết  | Vòng nhóm  | -                 | Kim Young-Hoo (6)    | Choi Soon-Ho (cho đến ngày 6 tháng 4)Kim Sang-ho (kể từ tháng 7) |
| 2012 | 1         | 16  | 44        | 14        | 7         | 23        | 57        | 68        | -11       | 49        | 14         | Vòng 16 | N / A      | -                 | Kim Eun-Jung (16)    | Kim Sang-ho (cho đến ngày 01 tháng 7)Kim Hak-Beom (từ tháng 9)   |
| 2013 | 1         | 14  | 38        | số 8      | 12        | 18        | 37        | 64        | -27       | 36        | 12         | Vòng 16 | N / A      | -                 | Ianis Zicu(8)        | Kim Hak-Beom (đến tháng 11) Kim Yong-Kab (kể từ ngày 14 tháng 8) |
| 2013 | playoff   | 2   | 2         | 1         | 0         | 1         | 2         | 4         | -2        | 3         | xuống hạng | Vòng 16 | N / A      | -                 | Ianis Zicu(8)        | Kim Hak-Beom (đến tháng 11) Kim Yong-Kab (kể từ ngày 14 tháng 8) |
| 2014 | 2         | 10  | 36        | 16        | 6         | 14        | 48        | 50        | -2        | 54        | thứ 3      | Tứ kết  | N / A      | -                 | Choi Jin-ho (14)     | Arthur Bernardes (cho đến tháng 18)Park Hyo-jin (từ tháng 19)    |
| 2014 | playoff   | 4   | 1         | 0         | 0         | 1         | 0         | 1         | -1        | 0         | lần thứ 4  | Tứ kết  | N / A      | -                 | Choi Jin-ho (14)     | Arthur Bernardes (cho đến tháng 18)Park Hyo-jin (từ tháng 19)    |
| 2015 | 2         | 11  | 40        | 13        | 12        | 15        | 64        | 56        | số 8      | 51        | thứ 7      | Vòng 32 | N / A      | -                 | Jonatas Belusso (15) | Choi Yun-kyum                                                    |
| 2016 | 2         |     |           |           |           |           |           |           |           |           |            |         | N / A      | -                 |                      |                                                                  |

## Nhà cung cấp áo đấu
- 2009-2010: Nike
- 2011-2012: Mizuno
- 2013: Astore
- 2014-: Hummel